# 顧修全
顧修全（英語：Koo, Hsiu-chuan, John，1951年—2023年11月29日），香港臨床心理學家、商業市場心理學家及作家，活躍於1980至1990年代香港電子傳播界及商業培訓界。他積極推廣心理學，改變了香港大眾對心理學等同精神科的負面印象。

## 簡介
顧修全身於裁縫世家。少年時家道中落，他目睹店內裁縫工人因生活壓逼導致行為偏差 ——— 吸毒、嫖妓，因此萌生對心理學興趣。
1971年，顧修全入讀香港大學心理學學士課程。次年，當他修讀學士二年級時，巧合地認識精神分析家白雅詩教授（Professor Norman Briers），並追隨對方三年學習不同程度的心理分析，包括對談及自由聯想等。顧修全完成香港大學心理學碩士課程後，投身監獄署（現稱懲教署）擔任臨床心理學家。1981年，顧修全離開懲教署，成立自己的私人心理諮詢中心，成為香港首位執業臨床心理學家；同時並以兼職受僱香港樹仁學院輔導系（現稱香港樹仁大學輔導及心理學系）擔任主任一職。及後，他應電視媒體邀請，為不同類型的藝人解夢而打出名堂，當中顧修全慣用的「屋－樹－人：投射繪圖法」，令大眾對心理學趨之若鶩。
1980年代後期，顧修全開始利用財富創造為主題，再加上心理學與商業互相結合，出版了多本與創富有關的著作，最著名一本名叫《自我創富學》。同時，他也為不同機構、公司、組織提供心理學相關講座及訓練等。
到了1990年代初，他與當時的妻子孫天倫創立「楷亞中心」，開始舉辦教授心理技巧課程。課程特色是一邊教學，一邊臺上做心理分析的臨床；隨後，1990年代中期起，顧修全在香港本地兼營健康產品傳銷。
千禧年後，他經歷婚變、亞洲金融風暴及生意模式轉變後，調整策略。當時，顧修全曾嘗試研發與西方治療男性陰莖勃起功能障礙的西地那非（俗稱「偉哥」）相媲美的藥物「九龍神丹」，並於中國內地佛山市順德區開設培訓中心。2002年他推銷壯陽藥，受訪時他曾自信將此藥變成全球化，能於十年內賺最少十億。
2023年確診肝癌，及後曾進行腫瘤切除手術，癌細胞指標回復正常狀態。後因確診新冠後，11月29日因肺功能衰退離世，終年73歲，同年12月30日於香港殯儀館大殮。

## 家庭
顧修全有兩段婚姻，第一任妻子是現任香港樹仁大學副校長（學術）孫天倫教授。她也是輔導心理學家、商業管理心理學家及作家。兩人曾長期對中國人的心理學有深入的研究，並致力推廣。 1999 年，顧修全與孫天倫結束了彼此近廿載的婚姻。後於 2003 年，當時五十二歲的顧修全迎娶較他年輕十三年，同是修讀心理學的助手林璻鈴，並由其妹顧月華出任證婚人。不過數年後，林璻鈴因病離世。

## 曾亮相電視節目
- 《歡樂今宵》（TVB）
- 《點解香港咁過癮》（TVB）
- 《靈通天地綫》（TVB）
- 《香港奇案》（ATV）
- 《鄭裕玲星夜傾情》（TVB）[9]

## 著作
- 自我創富學
- 成功人少林寺
- 成功人如來神掌
- 成功人木人巷
- 畫出心中情 : 投射繪圖心理分析法
- 三面亞當
- 三面夏娃
- 喚醒成功與快樂的真我 : 原型性格心理學
- 打開心鎖的密碼 : 九型人格心理學
- 心理學自助餐
- 超級推銷術大全

## 其他資料
1980-90 年代，顧修全經經常以「心理學家」亮相電視節目，解答觀眾心理諮詢。他的「中間分界」髮型更成為形象獨特標誌。因此，當時的電視、電影中描述有關心理學家(坊間時常誤稱：心理醫生)角色，大都以他相關形象為藍本。例子： (1) 雷宇揚曾經在搞笑節目中利用惡搞造型，以「大小便博士」一角出場。 (2) 男親女愛 （2000年電視廣播有限公司最高收視人數電視連續劇）心靈慰藉中心心理諮詢師古兆祥(魯振順飾)，也顯現顧氏的影子。

## 外部連結
- 官方網址
- 皇冠書屋介紹 （页面存档备份，存于）